# Universidad Nacional de San Antonio de Areco
La Universidad Nacional de San Antonio de Areco (UNSAdA) es una universidad pública argentina creada a fines del año 2015 ubicada en la ciudad de San Antonio de Areco, provincia de Buenos Aires, Argentina. 

## Historia
La UNSAdA fue creada mediante la Ley 27.213, sancionada el 25 de noviembre de 2015, promulgada el 2 de diciembre de 2015 y publicada en el Boletín Oficial el 3 de diciembre de 2015.
En función de su ubicación geográfica, su área de influencia abarcará el noreste de la Provincia de Buenos Aires.
El 23 de diciembre de 2015 por Resolución N° 22 del Ministerio de Educación y Deportes se designó al Dr. Jerónimo Enrique Ainchil como Rector Organizador.
El 15 de junio de 2017 concluye el período de normalización de la Universidad establecido por la Ley de Educación Superior y se pone en marcha su autonomía plena, rigiéndose por sus propios órganos de gobierno. Ese día inicia el mandato de Jerónimo Ainchil como primer Rector de la UNSAdA por un período de cuatro años, habiendo sido electo por la Asamblea Universitaria en la sesión del 2 de mayo de 2017.

## Oferta Académica
La UNSAdA ofrece carreras que responden a las necesidades de la región, evitando la superposición con la oferta de las universidades de la región.
- ESCUELA DE DESARROLLO PRODUCTIVO Y TECNOLÓGICO
  - Licenciatura en Informática (5 años)
  - Analista en Informática (3 años)
  - Ingeniería en Producción Agropecuaria (5 años)
  - Tecnicatura Universitaria en Producción Agropecuaria (3 años)
  - Licenciatura en Gestión Ambiental (5 años)
  - Tecnicatura Universitaria en Gestión Ambiental (3 años)

- ESCUELA DE DESARROLLO SOCIAL Y HUMANO
  - Licenciatura en Administración (5 años)
  - Tecnicatura Universitaria en Administración y Gestión (3 años)
  - Licenciatura en Gestión del Patrimonio Cultural (4 años)
  - Analista de Proyectos relativos al Patrimonio Cultural (3 años)

## Extensión
La actividad de extensión fue una de las primeras en ponerse en marcha de la mano de cursos para adultos mayores. Se ofrecieron tres cursos:
- Naturaleza: Introducción a la observación y reconocimiento de las aves en libertad.
- Nuevas Tecnologías: Conectados, las redes y nosotros.
- Arte: ¿Porqué es imprescindible la belleza?